# خطای جذر میانگین مربعات
خطای جذر میانگین مربعات یا انحراف جذر میانگین مربعات یا خطای جذر میانگین مربع‌ها (root-mean-square deviation (RMSD)) یا (root-mean-square error (RMSE)) تفاوت میان مقدار پیش‌بینی شده توسط مدل یا برآوردگر آماری و مقدار واقعی می‌باشد. RMSD یک ابزار خوبی است برای مقایسه خطاهای پیش‌بینی توسط یک مجموعه داده‌است و برای مقایسه چند مجموعه داده کاربرد ندارد.
همچنین این تفاوت‌های مجزا را مانده ها می‌نامند و خطای جذر میانگین مربعات برای جمع‌آوری آنها در یک عدد کاربر دارد.

## معادله
در خطای جذر میانگین مربعات یک برآوردگر آماری {\displaystyle {\hat {\theta }}} با توجه به پارامتر پیش‌بینی‌شدهٔ {\displaystyle \theta } به عنوان مجذور مربع ریشهٔ خطای میانگین مربعات تعریف می‌شود:
{\displaystyle \operatorname {RMSD} ({\hat {\theta }})={\sqrt {\operatorname {MSE} ({\hat {\theta }})}}={\sqrt {\operatorname {E} (({\hat {\theta }}-\theta )^{2})}}.}
برای برآوردگر بی‌طرف RMSD مربعات ریشهٔ واریانس است و به عنوان خطای استاندارد شناخته می‌شود.
در بعضی از مباحث RMSD برای مقایسه بین دو چیز قابل تغییر به کار می‌رود که هیچکدام به عنوان استاندارد شناخته نمی‌شوند. به عنوان مثال:
برای اندازه‌گیری فاصلهٔ دو جسم دراز که به صورت بردار اتفاقی توصیف می‌شوند:
{\displaystyle \mathbf {\theta } _{1}={\begin{bmatrix}x_{1,1}\\x_{1,2}\\\vdots \\x_{1,n}\end{bmatrix}}\qquad \mathrm {and} \qquad \mathbf {\theta } _{2}={\begin{bmatrix}x_{2,1}\\x_{2,2}\\\vdots \\x_{2,n}\end{bmatrix}}.}
معادله به شرح زیر است:
{\displaystyle \operatorname {RMSD} (\mathbf {\theta } _{1},\mathbf {\theta } _{2})={\sqrt {\operatorname {MSE} (\mathbf {\theta } _{1},\mathbf {\theta } _{2})}}={\sqrt {\operatorname {E} ((\mathbf {\theta } _{1}-\mathbf {\theta } _{2})^{2})}}={\sqrt {\frac {\sum _{i=1}^{n}(x_{1,i}-x_{2,i})^{2}}{n}}}.}

## نرمال‌سازی انحراف جذر میانگین مربعات
نرمال‌سازی انحراف جذر میانگین مربعات (normalized root-mean-square deviation) یا خطا (NRMSD یا NRMSE) توسط بازهٔ مقادیر مشاهده شده به شرح زیر است
{\displaystyle \mathrm {NRMSD} ={\frac {\mathrm {RMSD} }{x_{\max }-x_{\min }}}}
زمانی که مقدار کمینه نشان‌دهندهٔ واریانس رسوبی کمتری باشد معمولاً مقدار به صورت درصدی بیان می‌گردد.

## ضریب تغییرات انحراف جذر میانگین مربعات
ضریب تغییرات انحراف جذر میانگین مربعات coefficient of variation of the RMSD, CV(RMSD) یا CV(RMSE) به عنوان RMSD نرمال شده به کار می‌رود:
{\displaystyle \mathrm {CV(RMSD)} ={\frac {\mathrm {RMSD} }{\bar {x}}}.}
این شبیه ضریب تغییرات است با این تفاوت که RMSD به جای انحراف معیار استفاده شده‌است.